# Arnold Gridley
Arnold Babb Gridley, 1er baron Gridley, (16 juillet 1878 - 27 juillet 1965) est un député conservateur britannique.

## Biographie
Gridley est le fils d'Edward Gridley de Abbey Dore dans le Herefordshire. Il travaille comme ingénieur-conseil mais se tourne ensuite vers la politique. En 1935, il est élu à la Chambre des communes pour Stockport, un siège qu'il occupe jusqu'à ce que la circonscription soit abolie en 1950, puis représente Stockport South de 1950 à 1955. La dernière année, il est élevé à la pairie comme baron Gridley, de Stockport dans le comté palatin de Chester. Il est président du Comité 1922 de 1946 à 1951.
Lord Gridley épouse Mabel, fille d'Oliver Hudson, en 1905. Il meurt en juillet 1965, âgé de 87 ans, et est remplacé dans la baronnie par son fils aîné Arnold.